# Дюна (франшиза)
«Дюна» (англ. Dune) — медиафраншиза в жанре научная фантастика, включающая цикл романов, фильмы 1984, 2021 и 2024 годов, три телевизионных сериала, ряд настольных и компьютерных игр, созданных в рамках единой фантастической вселенной, которую придумал американский писатель Фрэнк Герберт. Роман «Дюна», первая часть франшизы, был впервые издан в 1963—1965 годах, удостоился премий «Хьюго» и «Небьюла» и стал одним из самых известных научно-фантастических романов XX века. Его действие происходит в галактике далёкого будущего под властью межзвёздной империи, в которой феодальные семейства владеют целыми планетами; книга соединяет в себе черты научно-фантастического и философского романа, используя экзотический для американской фантастики 1960-х годов ближневосточный материал для создания многослойного повествования, затрагивающего, среди прочего, темы политики, религии, технологии и экологии. В последующие годы Герберт написал ряд романов-продолжений (это цикл, известный под названием «Хроники Дюны»). После смерти писателя его сын Брайан совместно с Кевином Андерсоном опубликовали ещё несколько романов, действие которых происходит в той же вселенной.
Книги о Дюне легли в основу ряда экранизаций. Алехандро Ходоровски работал над проектом фильма пять лет, но в 1975 году отказался от этой идеи. В 1984 году вышел фильм Дэвида Линча, в 2000 году — мини-сериал канала Sci Fi Channel «Дюна», в 2003 году — его продолжение «Дети Дюны». В конце 2021 года на экраны вышла новая полнометражная экранизация романа «Дюна», созданная Дени Вильнёвом, в 2024 году вышел её сиквел. Как сам роман, так и его адаптации оказали большое влияние на массовую культуру, став источником вдохновения для многих других произведений — в частности, серии фильмов «Звёздные войны».

## Книги цикла
Список повестей и рассказов цикла. Повести выделены полужирным.
| Название                                               | Название                        | Автор                           | Год создания   | Экранизации |
| Оригинальное                                           | Русское                         | Автор                           | Год создания   | Экранизации |
| Приквелы                                               | Приквелы                        | Приквелы                        | Приквелы       | Приквелы |
| «Легенды Дюны»                                         | «Легенды Дюны»                  | «Легенды Дюны»                  | «Легенды Дюны» | «Легенды Дюны»                                                                                                  |
| ------------------------------------------------------ | ------------------------------- | ------------------------------- | -------------- | --- |
| «Hunting Harkonnens: A Tale of the Butlerian Jihad»    | «Охота за Харконненами»         | Брайан Герберт и Кевин Андерсон | 2002           | |
| «Dune: The Buttlerian Jihad»                           | «Дюна: Батлерианский Джихад»    | Брайан Герберт и Кевин Андерсон | 2002           | |
| «Whipping Mek: A Tale of the Butlerian Jihad»          | «Мек для порки»                 | Брайан Герберт и Кевин Андерсон | 2003           | |
| «Dune: The Machine Crusade»                            | «Дюна: Крестовый поход машин»   | Брайан Герберт и Кевин Андерсон | 2003           | |
| «The Faces of a Martyr: A Tale of the Butlerian Jihad» | «Лики Мучеников»                | Брайан Герберт и Кевин Андерсон | 2004           | |
| «Dune: The Battle of Corrin»                           | «Дюна: Битва за Коррин»         | Брайан Герберт и Кевин Андерсон | 2004           | |
| «Великие школы Дюны»                                   |                                 |                                 |                | |
| «Sisterhood of Dune»                                   | «Орден сестёр Дюны»             | Брайан Герберт и Кевин Андерсон | 2012           | «Дюна: Пророчество» (2024 — н. в., сериал)                                                                      |
| «Mentats of Dune»                                      | «Ментаты Дюны»                  | Брайан Герберт и Кевин Андерсон | 2014           | |
| «Red Plague»                                           | «Красная чума»                  | Брайан Герберт и Кевин Андерсон | 2017           | |
| «Navigators of Dune»                                   | «Навигаторы Дюны»               | Брайан Герберт и Кевин Андерсон | 2016           | |
| «Прелюдия к Дюне»                                      |                                 |                                 |                | |
| «Dune: House Atreides»                                 | «Дюна: Дом Атрейдесов»          | Брайан Герберт и Кевин Андерсон | 1999           | |
| «Dune: House Harkonnen»                                | «Дюна: Дом Харконненов»         | Брайан Герберт и Кевин Андерсон | 2000           | |
| «Nighttime Shadows on Open Sand»                       | «Ночные тени на открытом песке» | Брайан Герберт и Кевин Андерсон | 2000           | |
| «Dune: House Corrino»                                  | «Дюна: Дом Коррино»             | Брайан Герберт и Кевин Андерсон | 2001           | |
| «Fremen Justice»                                       | «Правосудие Фрименов»           | Брайан Герберт и Кевин Андерсон | 2001           | |
| «Герои Дюны»                                           |                                 |                                 |                | |
| «Paul of Dune»                                         | «Пол с Дюны»                    | Брайан Герберт и Кевин Андерсон | 2008           | |
| «The Winds of Dune»                                    | «Ветра Дюны»                    | Брайан Герберт и Кевин Андерсон | 2009           | |
| «Wedding Silk»                                         | «Свадебный шёлк»                | Брайан Герберт и Кевин Андерсон | 2017           | |
| «Princess of Dune»                                     | «Принцесса Дюны»                | Брайан Герберт и Кевин Андерсон | 2023           | |
| «Каладанская трилогия»                                 |                                 |                                 |                | |
| «Dune: The Duke of Caladan»                            | «Дюна: Герцог Каладана»         | Брайан Герберт и Кевин Андерсон | 2020           | |
| «Dune: The Lady of Caladan»                            | «Дюна: Леди Каладана»           | Брайан Герберт и Кевин Андерсон | 2021           | |
| «Dune: The Heir of Caladan»                            | «Дюна: Наследник Каладана»      | Брайан Герберт и Кевин Андерсон | 2022           | |
| Основная серия                                         |                                 |                                 |                | |
| «Хроники Дюны»                                         |                                 |                                 |                | |
| «Dune»                                                 | «Дюна»                          | Фрэнк Герберт                   | 1965           | - «Дюна» (1984, фильм) - «Дюна» (2000, мини-сериал) - «Дюна» (2021, фильм) - «Дюна: Часть вторая» (2024, фильм) |
| «Dune Messiah»                                         | «Мессия Дюны»                   | Фрэнк Герберт                   | 1969           | - «Дети Дюны» (2003, мини-сериал) - «Дюна: Часть третья» (2026, фильм)                                          |
| «Children of Dune»                                     | «Дети Дюны»                     | Фрэнк Герберт                   | 1976           | «Дети Дюны» (2003, мини-сериал)                                                                                 |
| «God emperor of Dune»                                  | «Бог-Император Дюны»            | Фрэнк Герберт                   | 1981           | |
| «Heretics of Dune»                                     | «Еретики Дюны»                  | Фрэнк Герберт                   | 1984           | |
| «Chapterhouse: Dune»                                   | «Капитул Дюны»                  | Фрэнк Герберт                   | 1985           | |
| Рассказы                                               |                                 |                                 |                | |
| «Blood of the Sardaukar»                               | «Кровь Сардаукара»              | Брайан Герберт и Кевин Андерсон | 2019           | |
| «A Whisper of Caladan Seas»                            | «Шёпот каладанских морей»       | Брайан Герберт и Кевин Андерсон | 1999           | |
| «The Waters Of Kanly»                                  | «Воды Канли»                    | Брайан Герберт и Кевин Андерсон | 2017           | |
| «Sea Child: A Tale of Dune»                            | «Дети моря»                     | Брайан Герберт и Кевин Андерсон | 2006           | |
| «Treasure in the Sand»                                 | «Сокровище песков»              | Брайан Герберт и Кевин Андерсон | 2006           | |
| «Дюна 7»                                               |                                 |                                 |                | |
| «Hunters of Dune»                                      | «Охотники Дюны»                 | Брайан Герберт и Кевин Андерсон | 2006           | |
| «Sandworms of Dune»                                    | «Песчаные черви Дюны»           | Брайан Герберт и Кевин Андерсон | 2007           | |

## Экранизации

### Фильмы
| Фильм              | Релиз           | Режиссёр     | Сценaрист(ы)                         | Продюсер(ы)                                                             |
| ------------------ | --------------- | ------------ | ------------------------------------ | ----------------------------------------------------------------------- |
| Дюна               | 14 декабря 1984 | Дэвид Линч   | Дэвид Линч                           | Рафаэлла Де Лаурентис                                                   |
| Дюна               | 22 октября 2021 | Дени Вильнёв | Джон Спэйтс, Дени Вильнёв и Эрик Рот | Мэри Пэрент, Дени Вильнёв, Кейл Бойтер и Джо Караччиоло мл.             |
| Дюна: Часть вторая | 1 марта 2024    | Дени Вильнёв | Джон Спэйтс и Дени Вильнёв           | Мэри Пэрент, Дени Вильнёв, Кейл Бойтер, Патрик МакКормик и Таня Лапуант |
| Дюна: Часть третья | 18 декабря 2026 | Дени Вильнёв | Джон Спэйтс и Дени Вильнёв           | Дени Вильнёв, Джон Слэйтс и Кейт Бойтер                                 |

Первую попытку экранизировать «Дюну» предпринял Алехандро Ходоровски. На роль падишаха-императора Шаддама IV он пригласил Сальвадора Дали, музыкальное сопровождение заказал группе Pink Floyd, а декорации — известному художнику Гансу Рудольфу Гигеру. Сценарий «Дюны» Ходоровского был довольно далёк от оригинала (например герцога Лето должны были ритуально кастрировать, а Алия должна была быть дочерью Пола и его собственной матери). Потратив много средств, но ничего и не сняв, Ходоровски был вынужден закрыть проект в 1975 году. Позднее Руди Гигер использовал свои заготовки, сделанные для «Дюны», в кинофильме «Чужой», а стул, созданный изначально для обстановки дома Харконненов, теперь известен всему миру как «стул Гигера».
Через 10 лет за экранизацию «Дюны» взялся режиссёр Дэвид Линч, и в 1984 году свет увидел фильм «Дюна». Главную роль в фильме исполнил актёр Кайл Маклахлен. Также в фильме снимались Стинг, Хосе Феррер, Линда Хант, Шон Янг и другие. Сценарий, написанный при участии самого Фрэнка Герберта, был заметно сокращён по сравнению с книгой. В прокате фильм провалился.
Проект студии Paramount Pictures новой экранизации «Дюны» в виде крупнобюджетного блокбастера не пошёл дальше разработки сценария. Режиссёром должен был стать Пьер Морель, продюсером — Кевин Мизер, сценаристом — Чейз Палмер. Студия обещала участие в создании фильма Герберта и Андерсона. Тем не менее в марте 2011 проект был закрыт.
В сентябре 2021 года на экраны вышел фильм «Дюна» Дени Вильнёва, в основе которого — первая половина одноимённого романа. В марте 2024 года вышел сиквел этой картины, уже запланирован фильм «Дюна: Часть третья».

### Cериaлы
| Нaзвaние          | Сезон | Эпизоды | Нaчaло         | Финaл           | Кaнaл          |
| ----------------- | ----- | ------- | -------------- | --------------- | -------------- |
| Дюна              | 1     | 3       | 3 декaбря 2000 | 3 декaбря 2000  | Sci Fi Channel |
| Дети Дюны         | 1     | 3       | 16 мaртa 2003  | 26 мaртa 2003   | Sci Fi Channel |
| Дюна: Пророчество | 1     | 6       | 17 ноября 2024 | 22 декабря 2024 | HBO            |
| Дюна: Пророчество | 2     | TBA     | TBA            | TBA             | HBO            |

В 2000 году телеканал «Sci-Fi» снял минисериал «Дюна Фрэнка Герберта», подробную экранизацию первой книги. Режиссёром и продюсером стал Джон Харрисон, роль Пола сыграл Алек Ньюман. Сценарий сериала, написанный при участии Брайана Герберта, был ближе к книге, чем у фильма Линча.
Сериал имел определённый успех, и два года спустя тот же Харрисон спродюсировал продолжение: минисериал «Дети Дюны», основанный на книгах «Мессия Дюны» и «Дети Дюны». Роль Лето II исполнил Джеймс Макэвой. Это была первая и до настоящего момента единственная профессиональная экранизация других книг серии, кроме первой.
В 2022 году начались съёмки телесериала «Дюна: Пророчество» по роману «Орден сестёр Дюны».

## Игры
После выхода первого фильма была выпущена в свет первая компьютерная игра по мотивам этого фильма. Это была Dune от разработчиков Cryo Interactive, представлявшая собой квест с элементами стратегии в реальном времени.
В 1992 году увидела свет игра Dune II: The Building of a Dynasty (другая её версия называлась Battle For Arrakis), разработанная Westwood Studios. Она стала пионером жанра стратегий в реальном времени. Благодаря Dune II жанр стратегий в реальном времени быстро завоевал позиции в мире PC-игр и, соответственно, на рынке. В сюжете игры фигурировали события первой книги, но с рядом изменений — в частности, была введена третья сторона — дом Ордос.
В 1998 году Westwood выпустила игру Dune 2000: Long Live the Fighters! Она представляла собой ремейк Dune II с незначительными изменениями. В 2001 году вышли сразу две игры по Дюне. Одна (Frank Herbert’s Dune от Cryo) — third person shooter, созданный напрямую по событиям первой книги Фрэнка Герберта, а вторая (Emperor: Battle for Dune от Westwood) представляла собой 3D-продолжение Dune II (Dune 2000).
Был ещё один проект — Dune Generations, который разрабатывала компания Cryo Interactive. Эта игра в жанре Online RTS была многообещающей, но Cryo закрылась, не успев выпустить игру.
В 2023 году из раннего доступа вышла игра Dune: Spice Wars. Игра представляет собой смесь жанров RTS и 4x-стратегий. В отличие от других игр, она полностью следует канону книг. В игре присутствует мультиплеер, компания и сражения на карте. Представленны 6 фракций, а именно Дом Атрейдесов, Дом Харконненов, Дом Коррино, Фримены, Контрабандисты и Дом Эказ. Спустя время вышло первое платное обновление, в котором была представлена 7 фракция — Дом Верниус.
9 декабря 2022 года был представлен трейлер игры Dune: Awakening. 15 ноября 2023 года издатель Funcom заявил что в скором времени будет запущен первый закрытый бета-тест. Dune: Awakening, в отличие от других игр франшизы, представляет собой онлайн-RPG с элементами выживания. Игра, создававшаяся для PC (Steam), PS5, Xbox Series X и S, вышла 10 июня 2025 года.